# تیرا دل فوئگو

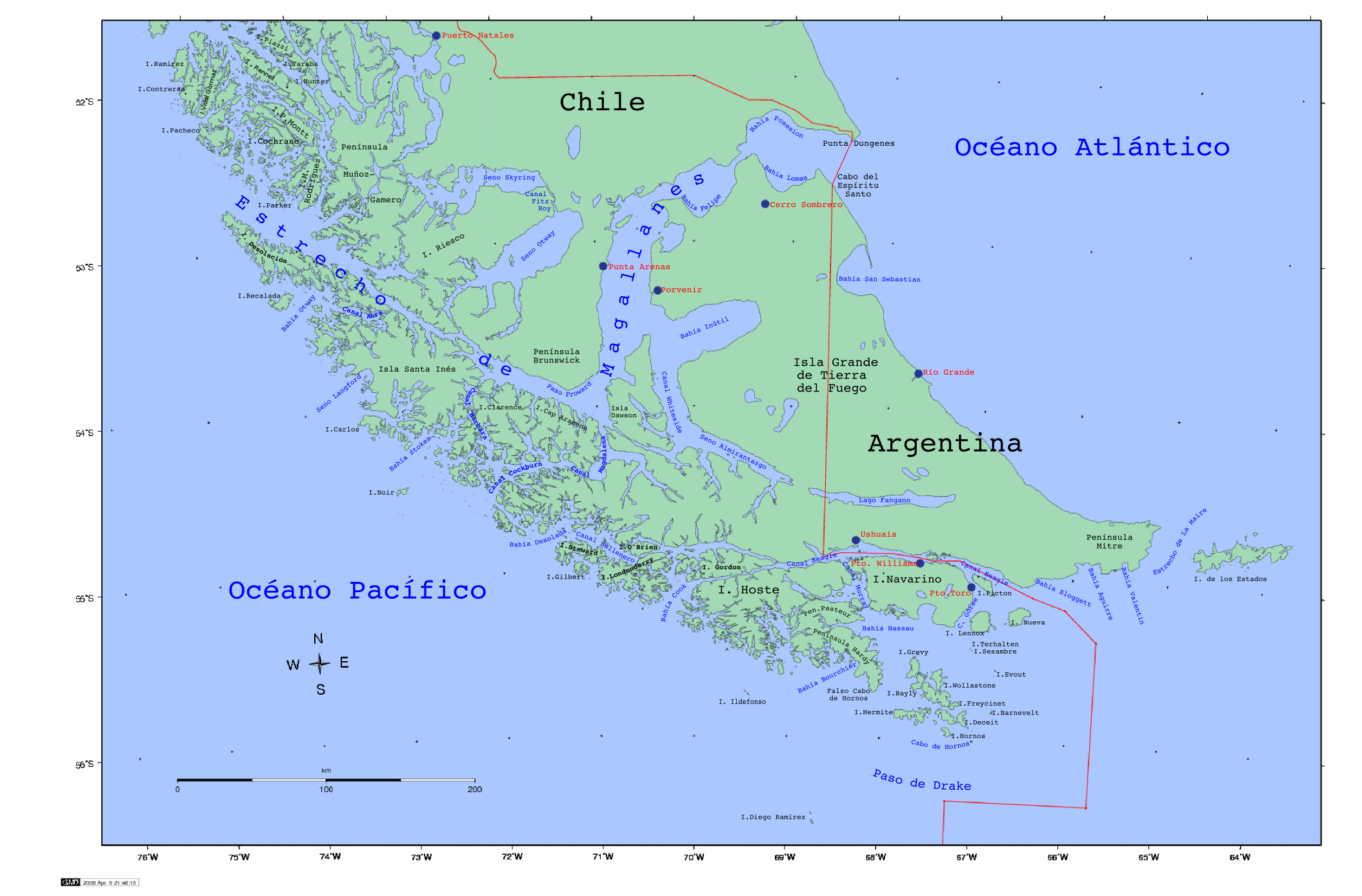

تیرا دل فوئگو (در زبان اسپانیایی Tierra del Fuego تیرا دل فوئگو به همان معنای «سرزمین آتش») مجمع‌الجزایری واقع در جنوبی‌ترین بخش سرزمین اصلی آمریکای جنوبی در میان تنگه ماژلان است. این مجمع‌الجزایر در برگیرنده جزیره‌ای اصلی به نام ایسلا گرانده دو تیرا دل فوئگو است که میان شیلی و آرژانتین تقسیم شده و مساحتی برابر با ۴۸٬۱۰۰ کیلومتر مربع دارد؛ جزایر کوچکتر دیگری نیز همانند دماغه هورن در اطراف جزیره اصلی وجود دارند.

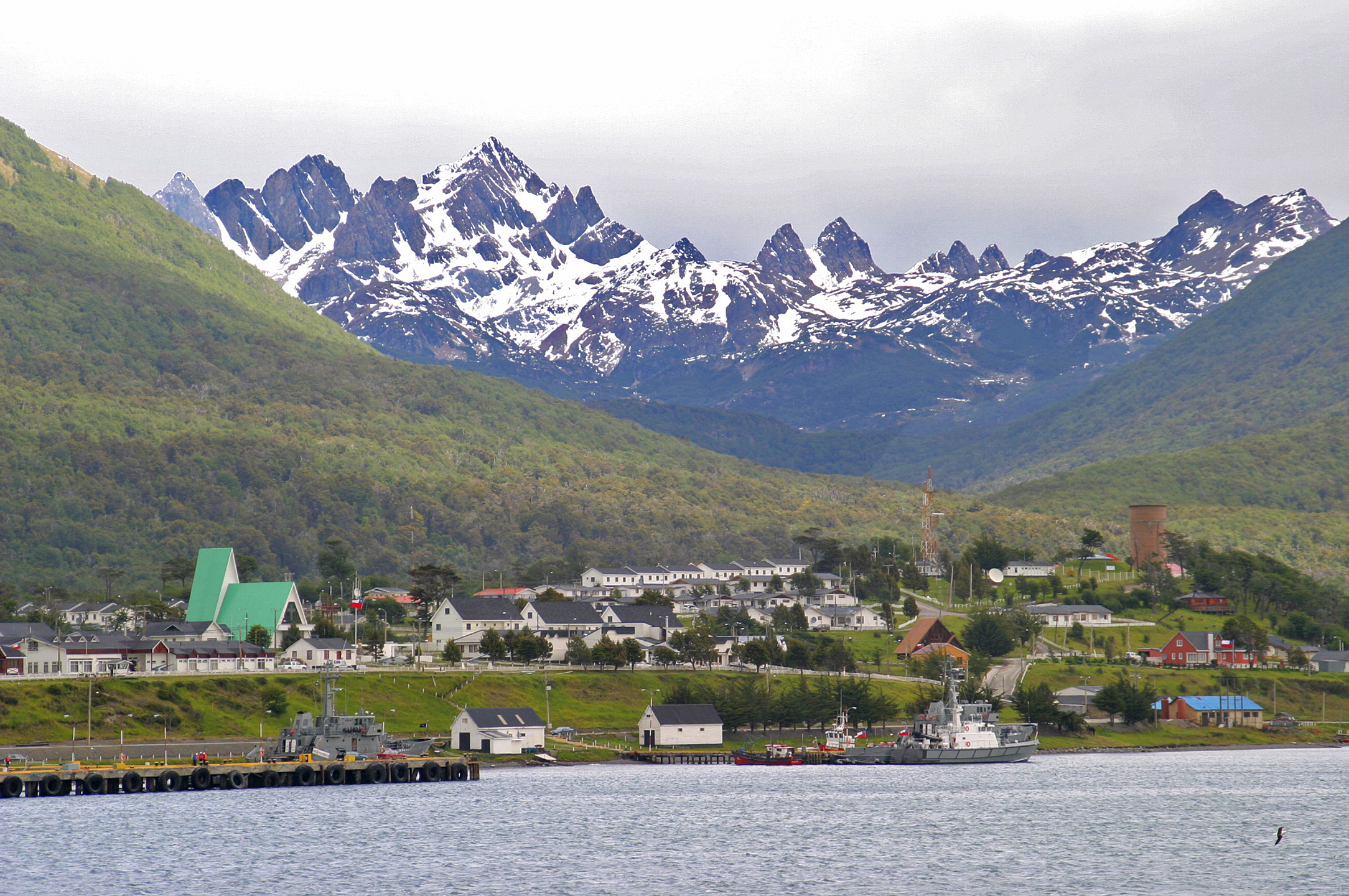
پوئرتو ویلیامز

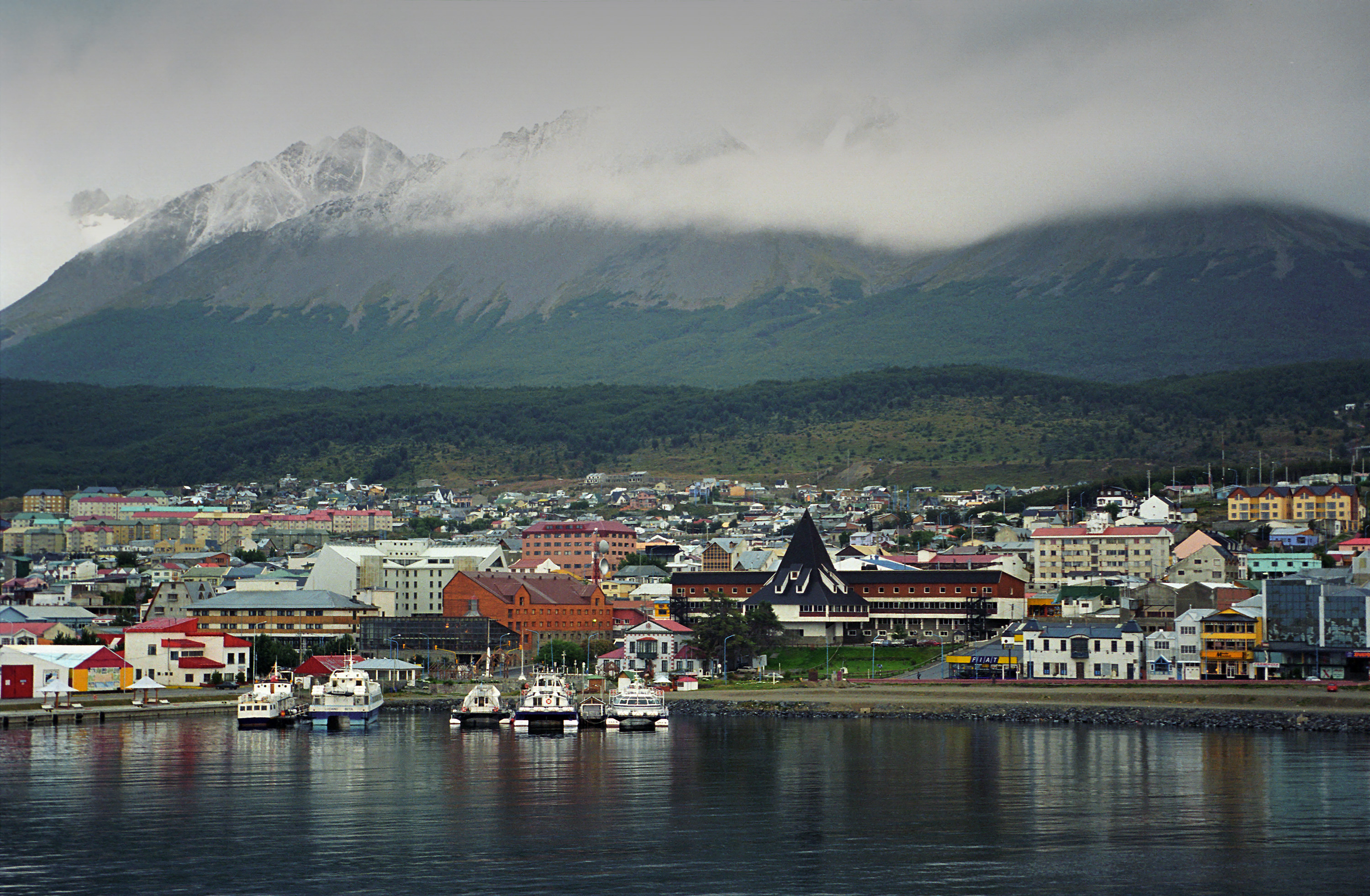
شهر اسوایا

این منطقه برای نخستین بار توسط فردیناند ماژلان در سفر اکتشافی‌اش در ۱۵۲۰ کشف شد ولی تا میانه دوم سده ۱۹ام اروپاییان مهاجر در آن زندگی نمی‌کردند. در آن هنگام مهاجران برای چرای دام‌ها و نیز پیدا کردن طلا پا به منطقه گذاشتند. امروزه فعالیت اصلی اقتصادی در بخش شمالی تیرا دل فوئگو بیشتر متمرکز بر استخراج نفت است و بخش‌های جنوبی مکانی برای گردشگری و تولید صنعتی هستند و پایگاهی برای رساندن تجهیزات به قطب جنوب. تیرا دل فوئگو دارای مناطق حفاظت‌شده بسیاری زیر عنوان پارک ملی و ذخیره‌گاه‌های حیات‌وحش است و بیشتر این مناطق در کوه‌های جنوب آن قرار دارند.

## نگارخانه

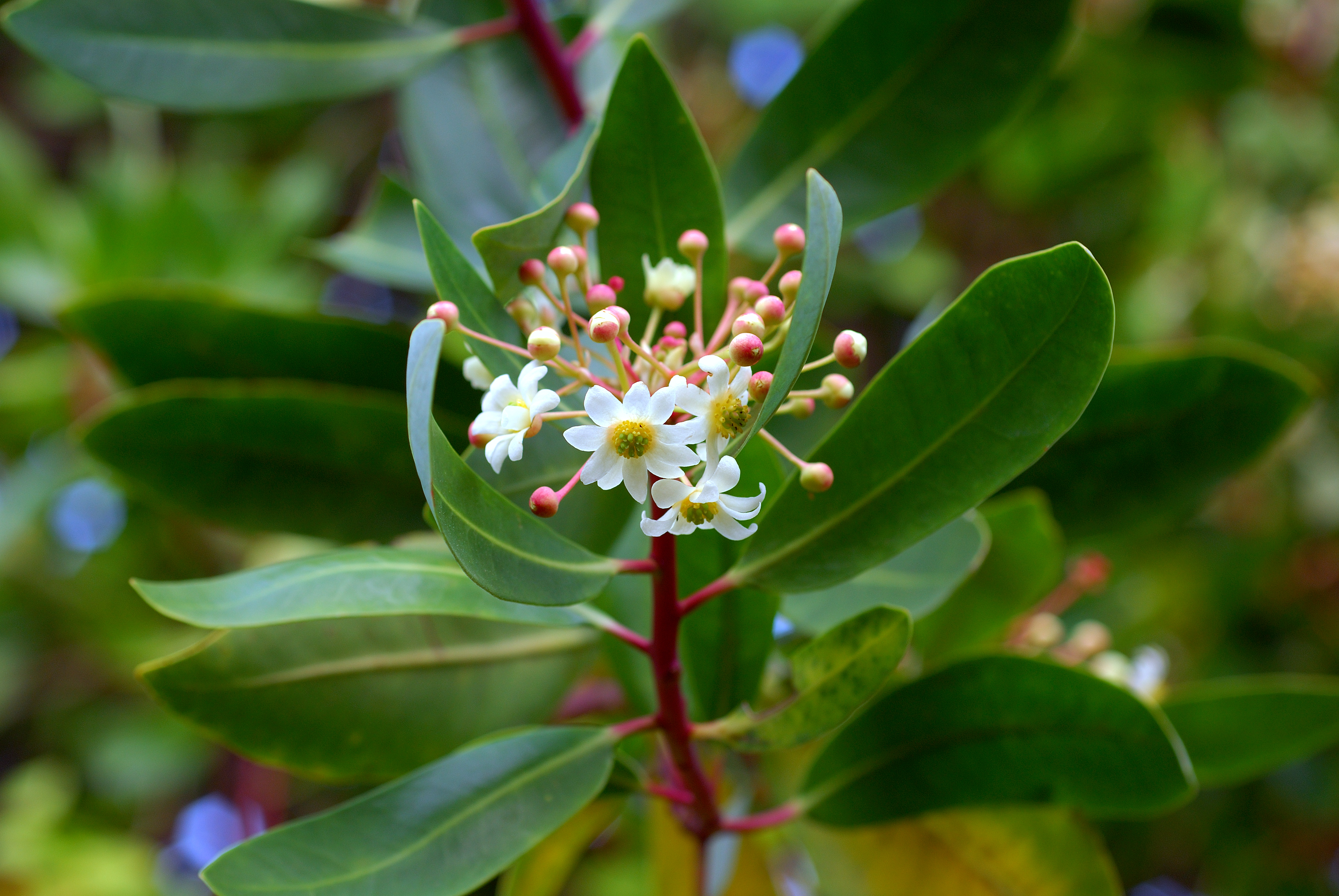
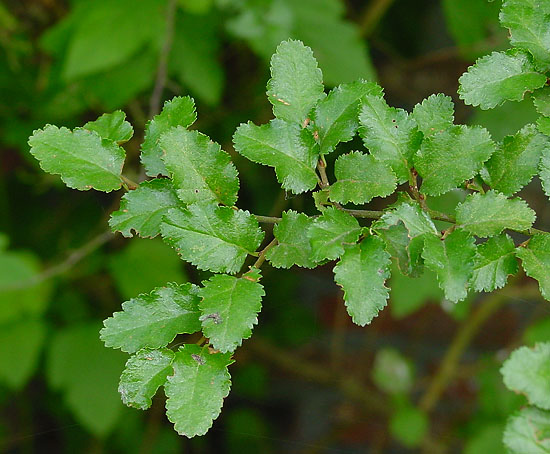
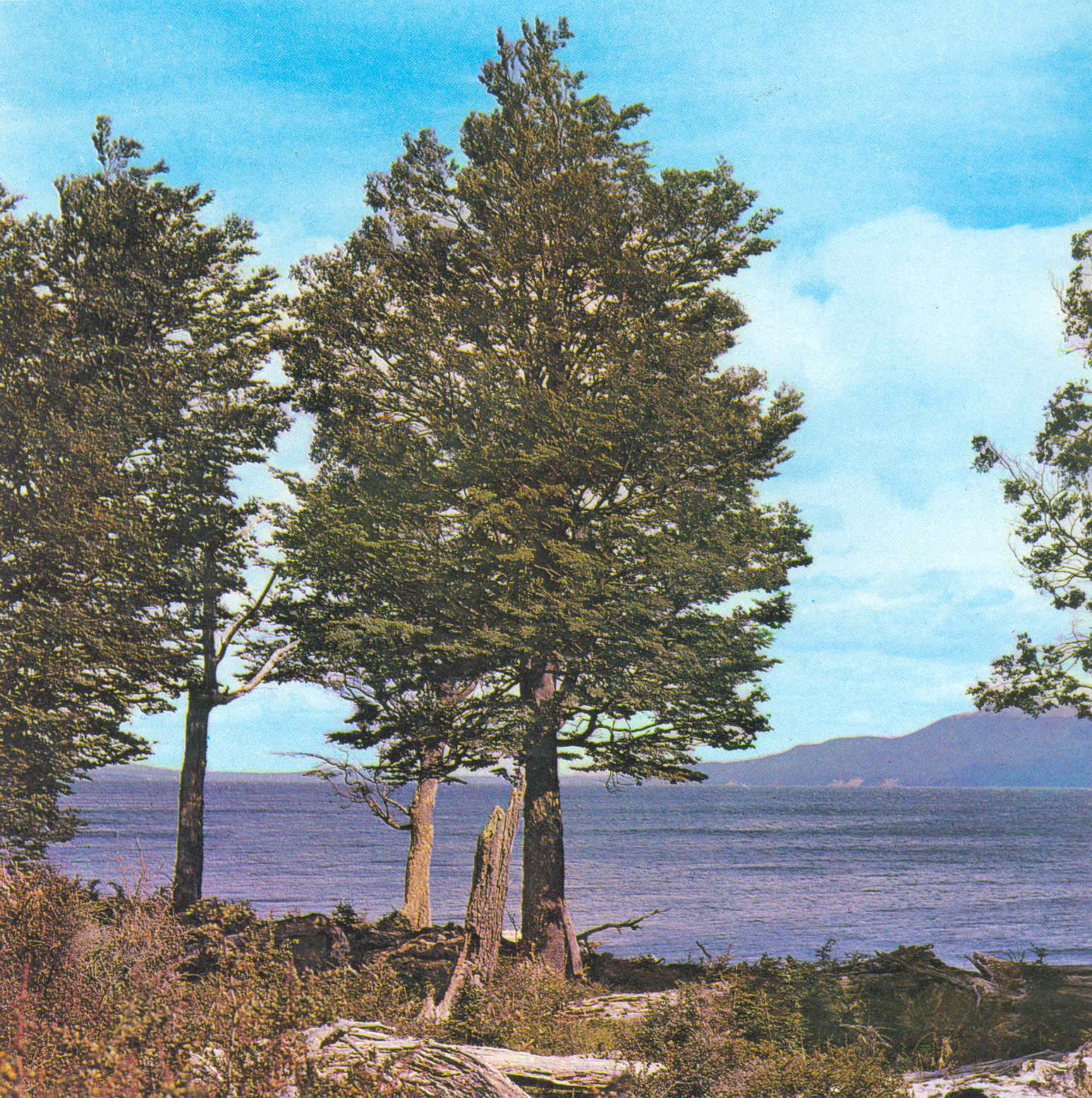
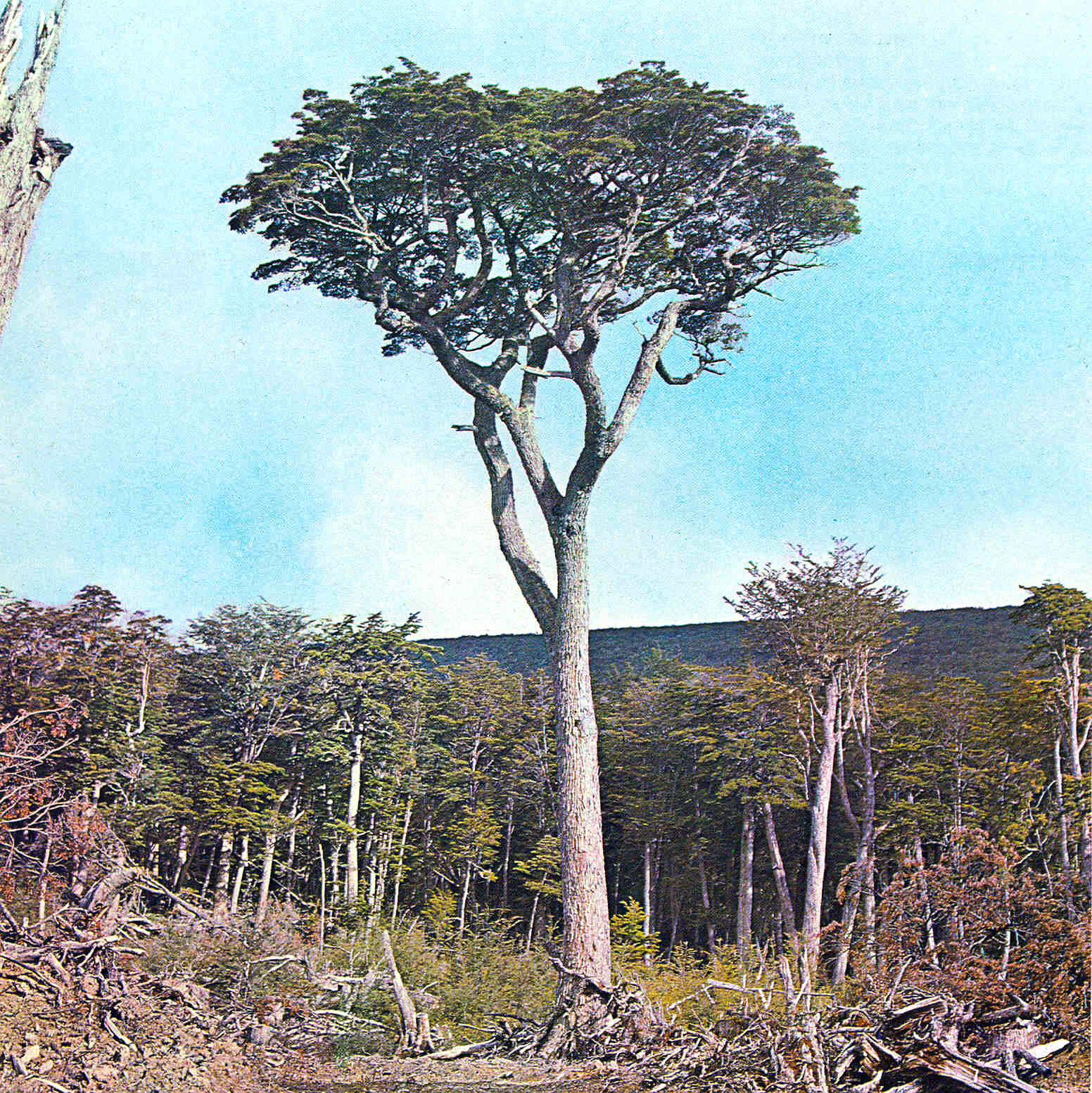
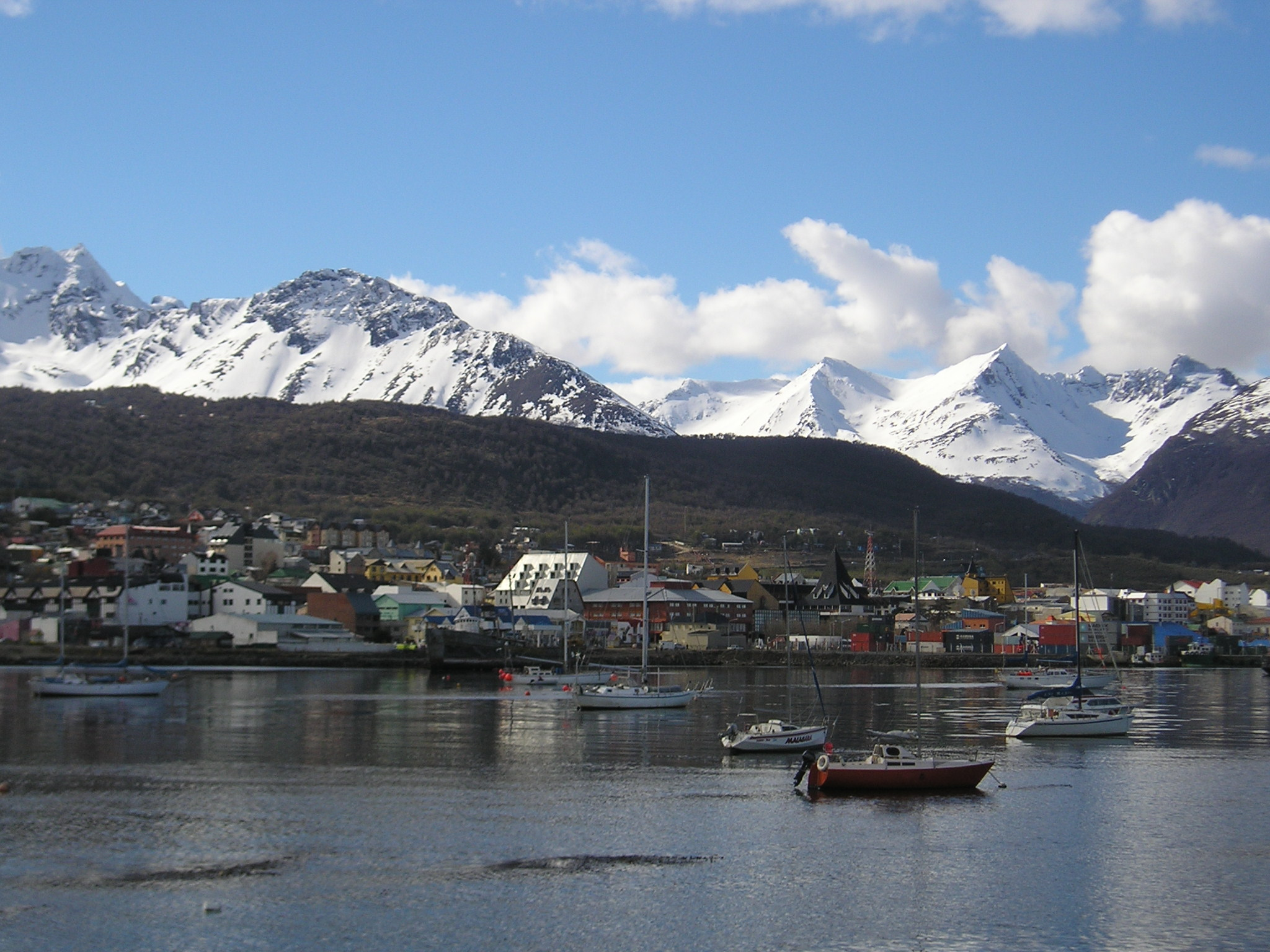